# FerroGlobe
FerroAtlántica est un groupe minier espagnol, d'origine galicienne dont le siège social est implanté à Madrid dans la Torre Espacio. FerroAtlàntica est spécialisé dans l'extraction du silicium. En 2015, il prend le nom de FerroGlobe.

## Histoire
En février 2015, FerroAtlàntica fusionne avec Globe Specialty Metals, pour créer FerroGlobe, société d'une valeur de 3,1 milliards de dollars avec 4 700 salariés, 26 usines et 9 mines, dont le siège social est situé à Londres. La nouvelle société sera détenue à 57 % par Grupo Villar Mir qui était précédemment le principal actionnaire de FerroAtlántica.
FerroPEM est une filiale implantée en France, issue de l'ancienne Pechiney Électro-Métallurgie (PEM).